# Hilsepligt
Hilsepligt er en, for især militærfolk, pligt til at gøre hilsen over for visse personer. Oprindeligt blev hilsepligten indført, som et middel til at opretholde orden og hierarki i de militære systemer, men senere blev den opfattet som et middel "beregnet på at holde mandskabet nede" og i dag, indgår den først og fremmest som en tradition, der er holdt i hævd.

## I militære organisationer
De fleste militære organisationer har i dag en form for hilsepligt. I Danmarks forsvar udmønter hilsepligten sig på forskellig vis i de tre værn, men de grundlæggende principper er alment gældende, og hovedreglen er, at en efterstående hilser først på en foranstående, der så besvarer hilsenen. Som eksempel har menigt personel i Søværnet hilsepligt overfor følgende, typisk ved at indtage retstilling eller gøre honnør:
- Hendes Majestæt Dronningen, samt medlemmer af kongehuset.
- Fremmede statsoverhoveder og medlemmer af udenlandske kongehuse.
- Orlogsflaget ved passage af landgangen.
- Alle foranstående fra eget tjenestested samt chefens foranstående.
- Skildvagter, honnørposter og adgangskontrol udført af militært personel.

Så længe man er inden for eget tjenestesteds område (f.eks. en kaserne, flådestation eller flyvestation), hilses der kun ved første møde i dagens løb, mens der i kirker aldrig hilses. Man hilser aldrig uden hovedbeklædning - og her tæller hjelm ikke som hovedbeklædning. Man hilser heller ikke, hvis man bærer gevær eller andet våben, som ikke er pistol i hylster. Endelig er førere af motorkøretøjer heller ikke underlagt hilsepligt, da man jf. færdselsloven skal have begge hænder på rattet.

## Uden for militære organisationer
Udover en militær anvendelse findes hilsepligten også som en vedtaget regel for medlemmerne i grundejerforening i kvarteret omkring Vestre Skole i Viborg. Hilsepligt findes også som en forventet hilsepligt, for eksempel når motorcyklister møder hinanden i trafikken, det samme gælder også andre trafikantgrupper eksempelvis buschauffører og 2CV-ejere, her gøres som regel ikke honnør men der vinkes ofte eller bare en hånd der løftes.
I historisk tid, hvor langt de fleste gik med hovedbeklædning, ansås det som høfligt for mænd at løfte på hovedbeklædningen for at hilse på forbipasserende.

## Eksterne referencer
- Hilsepligt — Ordbog — ODS